# Ražňany
Ražňany (Hongaars: Nyársardó) is een Slowaakse gemeente in de regio Prešov, en maakt deel uit van het district Sabinov.
Ražňany telt 1.503 inwoners.